# 나카타 고
나카타 고(일본어: 中田 考, 1960년 7월 22일 ~) 또는 하산(일본어: ハサン)은 일본의 이슬람교 연구자이다.
나카타 고는 2014년 테러조직 이라크 레반트 이슬람 국가의 지휘관으로 추정되는 오마르 구라바의 인질 통역 참여 요청으로 기자 쓰네오카 고스케와 함께 IS 장악 지역을 방문한 뒤 귀국하였다. 그러나 일본 내 IS에 가담하려 한 대학생들의 사전 예비 및 음모 혐의로 조사된 사건에 연루돼 현재는 피의자 신분이다.

## 생애
일본의 오카야마현에서 태어난 나카타 고는 도쿄 대학을 졸업한 뒤, 이집트의 카이로로 유학을 가서 카이로 대학교에서 철학을 전공했고, 이때 스스로 하산(아랍어: حسن)이라는 아랍식의 이름을 짓고 이슬람교에 귀의하였다. 이후 일본으로 돌아와서 도시샤 대학에서 대학 교수로 임용되어 근무하였다.